# Качальский, Владимир Станиславович
Владимир Станиславович Качальский (1 марта 1956) — советский и российский живописец и график, автор инсталляций и скульптурных объектов.

## Биография

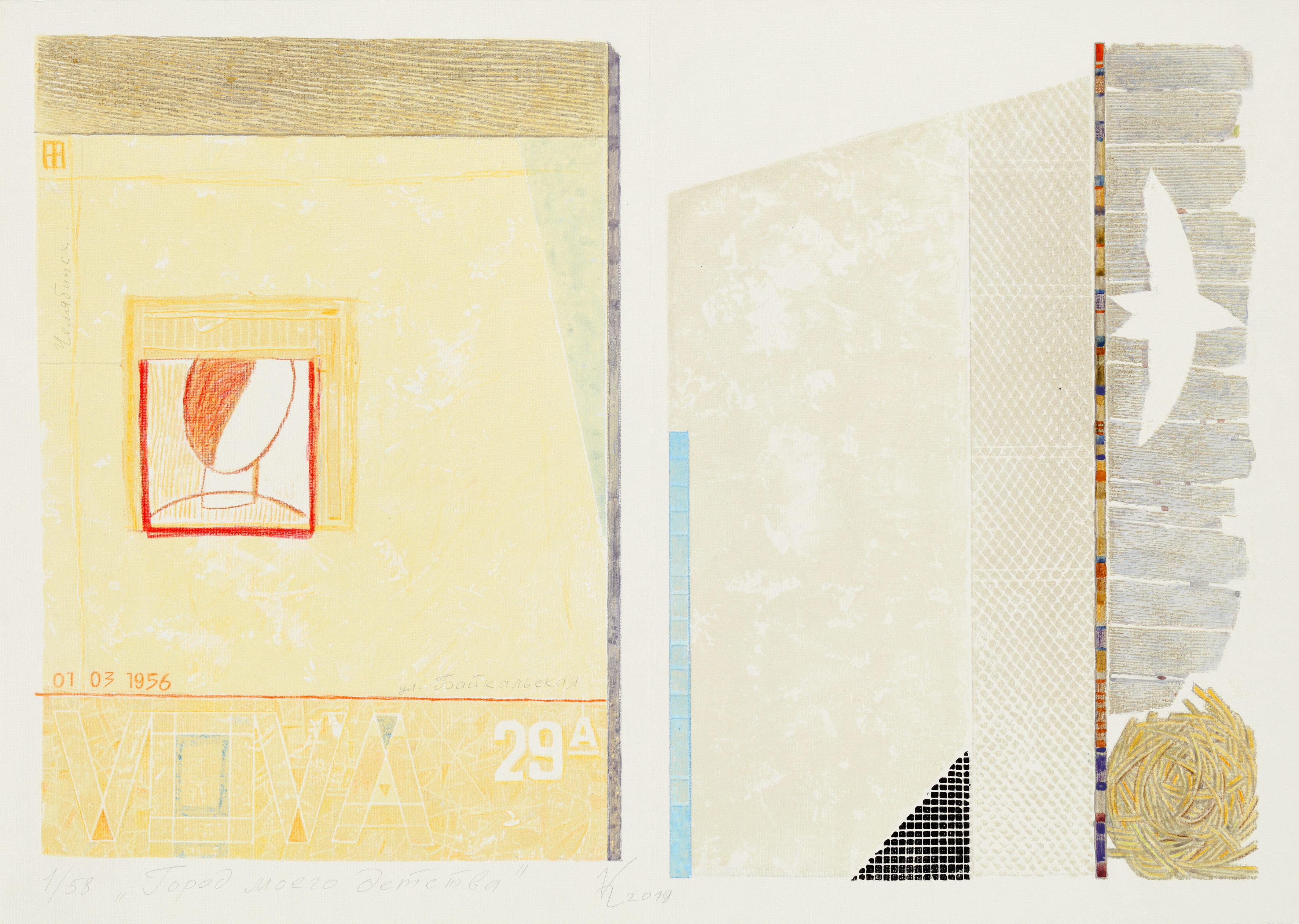
Город моего детства. Экз № 1/58, из коллекции Научной библиотеки ГЭ. (Для проекта Город как субъективность художника). 2019, 42 × 59,4 мм, б., высокая цв. печать с авторских форм, авторская подкраска, см. техника

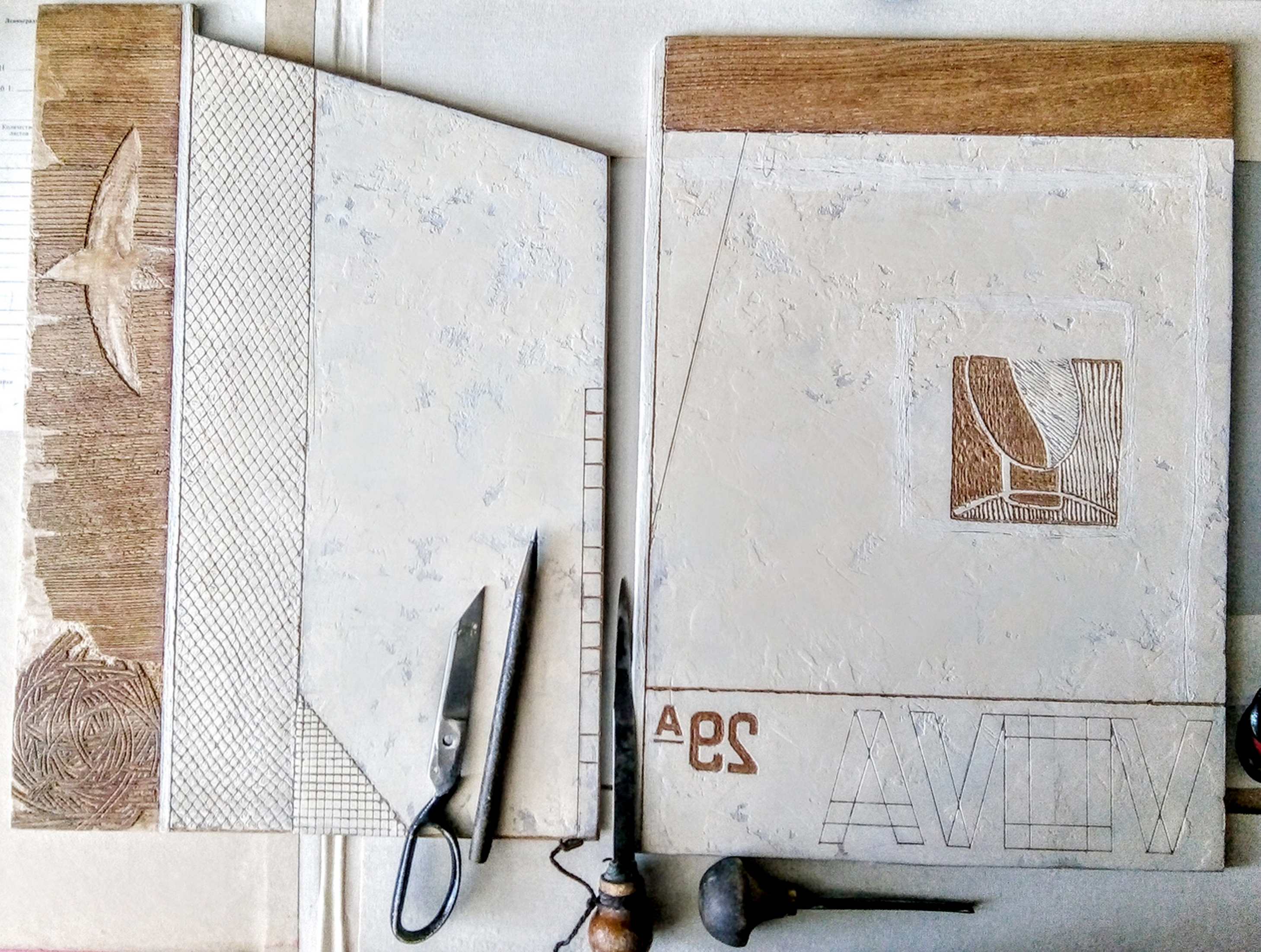
Печатная форма комподиции Город моего детства и инструмент в процессе работы. 2019

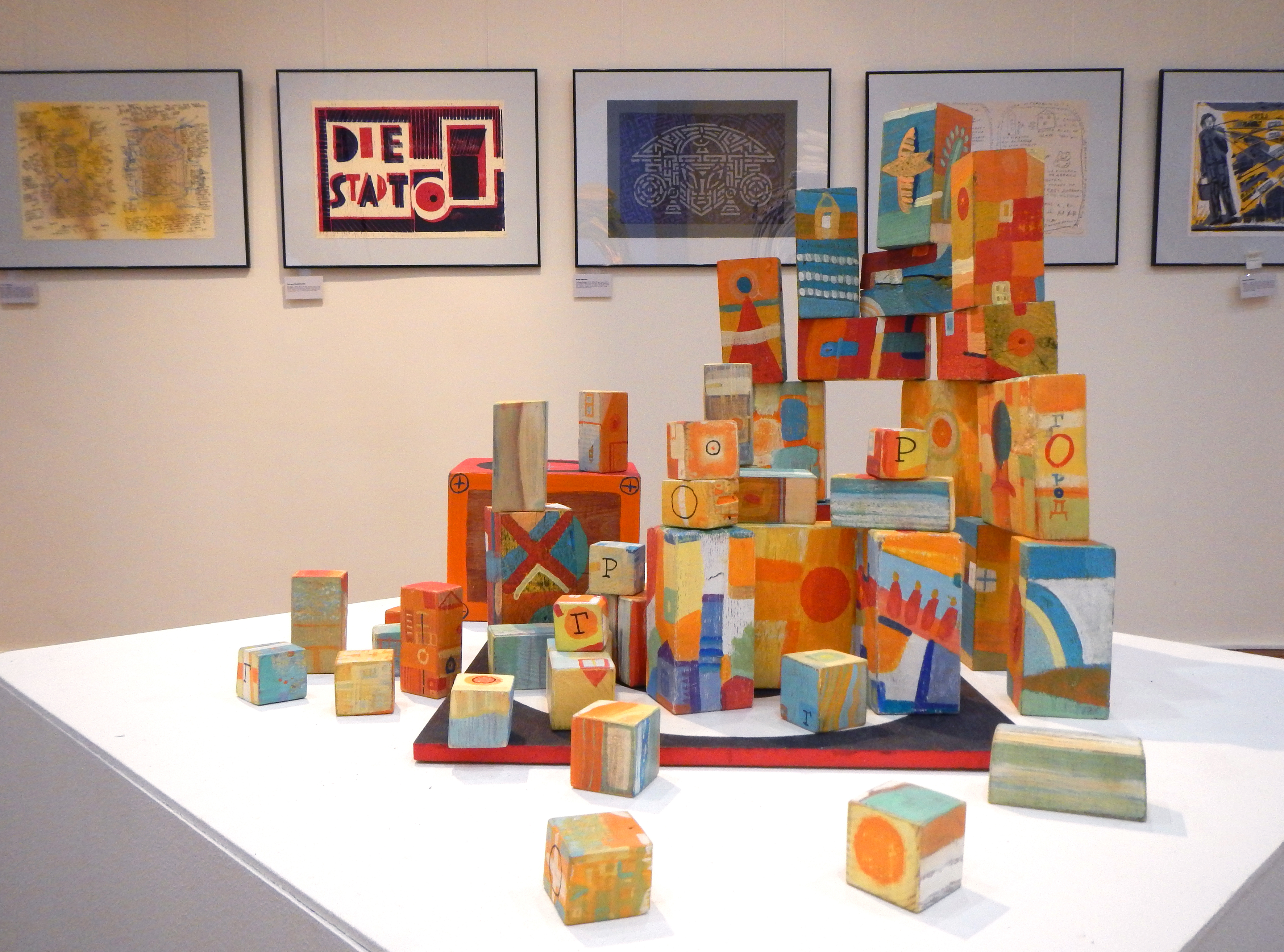
Город. 2020. Дерево, роспись. В экспозиции выставки Город как субъективность

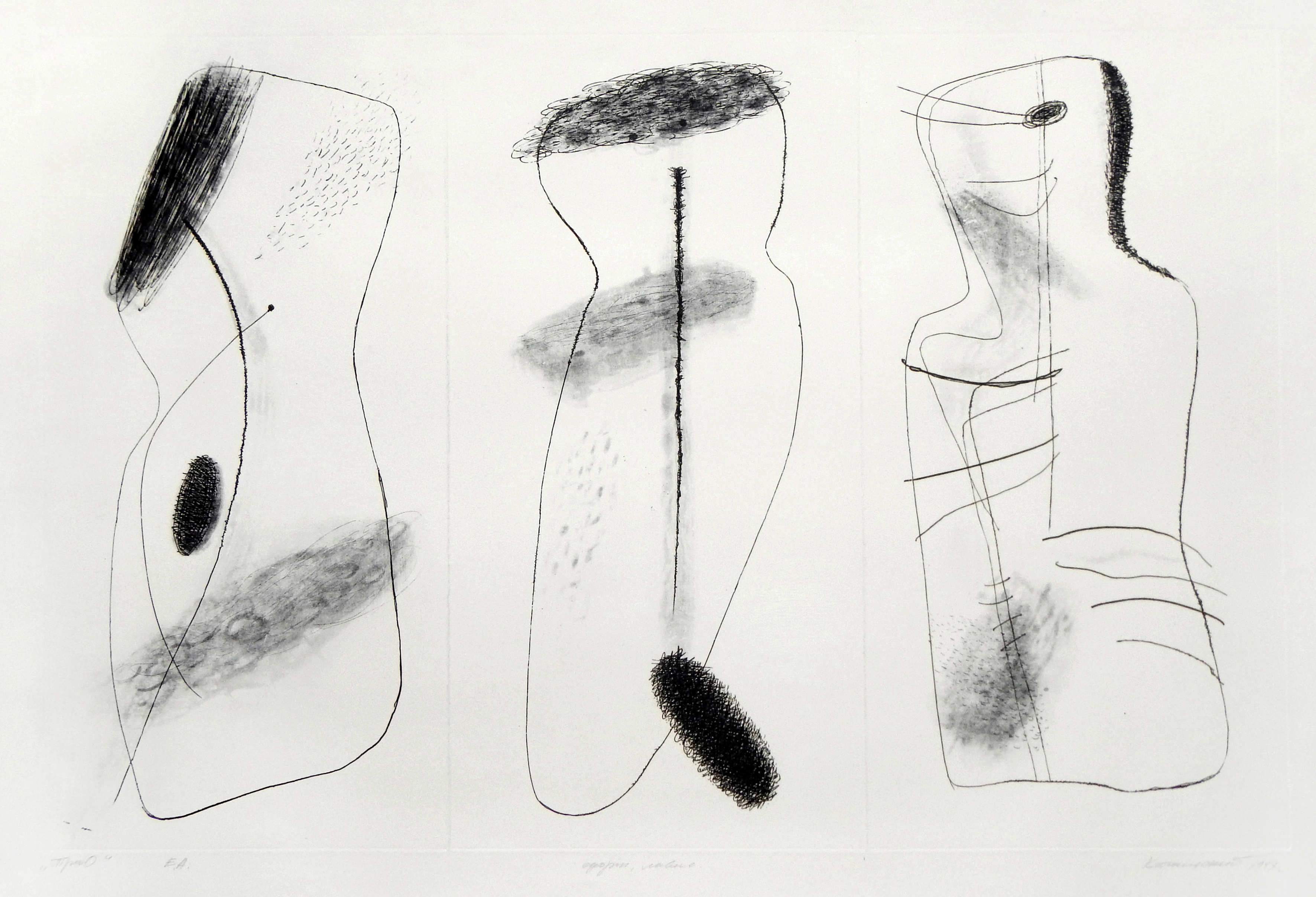
ТриО, 1989, 495 × 750 мм, офорт, лавис

Владимир Качальский рисовал с раннего детства. С шести лет занимался в студии под руководством Ю. В. Димакова (1962—1964); затем, обучался в мастерской своего отца, живописца Станислава Болеславовича Качальского (1915—1995). После переезда в Ленинград учился в СХШ им. Иогансона (1967—1974). Поступил и окончил графический факультет (мастерская станковой графики под руководством В. А. Ветрогонского) Института живописи, скульптуры и архитектуры имени И. Е. Репина (1979—1985). Дипломная работа — эстампная серия «По Уралу».
В 1986—1990 Качальский работал в детском журнале «Искорка»; иллюстрировал детские книги в издательствах: «Веселка» (Киев), «Малыш» (Москва), «Детская литература» (Москва), Республиканское издательство детской и юношеской литературы «Лицей» (СПб), «Браск» (СПб), «Эпоха» (СПб), «Образование и культура» (СПб), Научно-издательский центр «Альфа» (СПб).
с 1990 года член секции графики Санкт-Петербургского Союза художников. В 1986—1992 годах активно работал в печатной графике: офорт, лавис, линогравюра, высокая печать, шелкография. Неоднократно ездил для работы в Дом творчества «Челюскинская» (Московская обл.), где создал серии цветных офортов (Башня, Войн, Конь; Затмение 1, 2, 3, 4; Лето 1, 2, 3, 4 травление; ТриО). Работал на творческой дачи «Сенеж» (серии литографий (Небылицы в лицах, Весна, Ожидание, Песня, Изобретатель, В дорогу, Праздник, Город, Зарница, Город и люди: Стройка, Окно, Дверь, Урна), цветных офортов (Воскресение, Ангел, Лик, Белые ночи. Санкт-Петербург) и шелкографий (Экстраполяция: Квадрат, Крест, Круг. Композиция 1, 2, 3. Воин.)
В 1990—2010-е годы занимался оформлением частных интерьеров (работы художника публиковались в журналах), росписью стен в технике фрески и цветного рельефа, работает в живописных техниках: холст масло, акрил; дерево левкас, акрил; дерево рельефная штукатурка, акрил, резец. Художник — автор масштабного (2,5-15 м) проекта Сотворение мира. Рельефная штукатурка, резьба, акрил (2016—2017).
Качальский, один из участников крупного группового проекта (и серии выставок) в формате книги художника — Город как субъективность художника (Санкт-Петербург, 2020).
…Владимир Качальский предлагает полюбоваться тем, как на белом листе проступают воспоминания. Сам художник, создавая эту композицию, думал о Челябинске, в котором родился, но зритель вполне может вообразить совсем другой населенный пункт. Простая и лаконичная композиция позволяет: птица времени улетает за край, мальчик смотрит из окна ей вслед, силуэты заводских строений тают в тумане… «Я улетаю с ветром времени в будущее», — поясняет Качальский. Почему бы не присоединиться к нему?.
Живёт и работает в Санкт-Петербурге, Зеленогорске и Таллине. Творческая мастерская в Доме Бенуа, на Петроградской (с 2007). Член Объединения русских художников в Эстонии (с 2023).

## Характер творчества
В своих работах Владимир Качальский предстаёт не только художник, корни творчества которого обнаруживаются в культуре петербургского авангарда начала века, но и как личность, открытая исканиям нашего времени. Экспериментирование с различными техниками во время работы над эстампом способствовало его творческому раскрытию, что особенно проявилось в живописных работах. Мир, как структура, как комбинация ассоциаций, как образное пространство — к этому можно свести основные мотивы творчества художника. Владимир Качальский часто обращается к тематике Нового Завета с её философской проблематикой. Для него эти темы, как и для старых мастеров, остаются вечными символами нашего бытия. Его интерпретации современны. Персонажи и предметный мир предстают частью космических структур, и, благодаря этому, работы христианского цикла не выпадают из общей картины творчества художника, но являются её неотъемлемой органичной частью. Графические циклы и живописные работы художника демонстрируют широкий стилистический спектр, в рамках которого авторимеет возможность, не замыкаясь внутри жестких формальных установок, свободно творить мифологию форм, выражающую сущностные черты его духовного мира. В своих работах Владимир Качальский предстаёт не только художником, корни творчества которого обнаруживаются культуре петербургского авангарда начала века, но и как личность, открытая исканиям нашего времени. Экспериментирование с различными техниками во время работы над эстампом способствовало его творческому раскрытию, что особенно проявилось в живописных работах. Мир, как структура, как комбинация ассоциаций, как образное пространство — к этому можно свести основные мотивы творчества художника. Владимир Качальский часто обращается к тематике Нового Завета с её философской проблематикой. Для него эти темы, как и для старых мастеров, остаются вечными символами нашего бытия. Его интерпретации современны. Персонажи и предметный мир предстают частью космических структур, и, благодаря этому, работы христианского цикла не выпадают из общей картины творчества художника, но являются её неотъемлемой органичной частью. Графические циклы и живописные работы художника демонстрируют широкий стилистический спектр, в рамках которого автор имеет возможность, не замыкаясь внутри жестких формальных установок, свободно творить мифологию форм, выражающую сущностные черты его духовного мира.

## Музейные коллекции
- Научная библиотека Эрмитажа. Сектор редких книг и рукописей[12].
- ГМИИ им. Пушкина. (Москва).
- Государственный Русский музей. Отдел гравюры XVIII—ХХI вв.[13]
- Российская национальная библиотека. Отдел эстампов и фотографий РНБ. (Санкт-Петербург).
- Музей современного искусства «Гараж». Коллекция книги художника. (Москва).
- Научная библиотека Третьяковской галереи. ГТГ. (Москва).
- Астраханская картинная галерея имени П. М. Догадина (Астрахань)[14][15]
- Музей города Мандал (Мандал, Норвегия).
- Челябинский государственный музей изобразительных искусств (Челябинск).
- МБУ Художественная галерея ЗМР РТ (Зеленодольск).
- Краевое государственное бюджетное учреждение культуры музей-заповедник «Шушенское»[16]
- Зеленодольская художественная галерея. (Зеленодольск).

По данным Государственного каталога музейного фонда России на 09.01.2023 доступна информация по тринадцати произведениям художника, находящимся в музейных собраниях.

## Выставки
С 1981 года Владимир Качальский является участником примерно двухсот групповых выставок в России и за рубежом. В том числе: Ленинград, история, люди (Ленинград, 1988); Большая выставка Земли Норд-Вестфалия (Дюссельдорф, Германия, 1989); ArtJunction (Ницца, Франция, 1991); Международная ярмарка (Барселона, Испания, 1991); Абу-Даби (Объединенные Арабские Эмираты, 1992); Санкт-Петербург сегодня (Мандал, Ставангер, Норвегия, 1992); Галерея Ирина Невска (Сан-Франциско, США, 1994); Биеннале графики (Калининград, 1992, 1994); Ретроспективная выставка русского искусства (Зеландия, Домбург, Голландия, 1994). Персональные выставки: Интерсот (1993); Санкт-Петербургский Союз художников (1995); Челябинск (1995).

## Избранная библиография

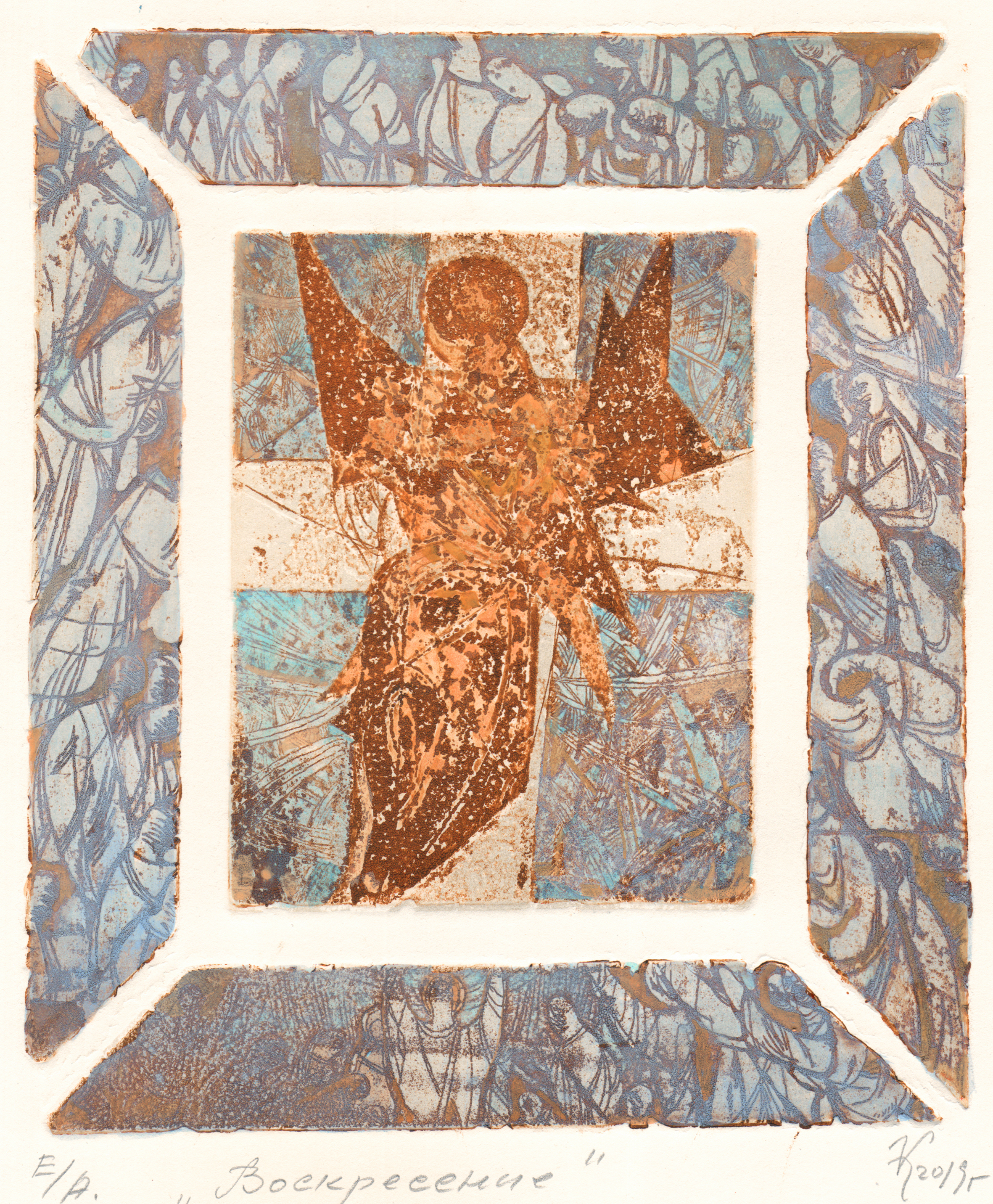
Воскресение, 1992, 228 × 195 мм, цв. офорт, подкраска

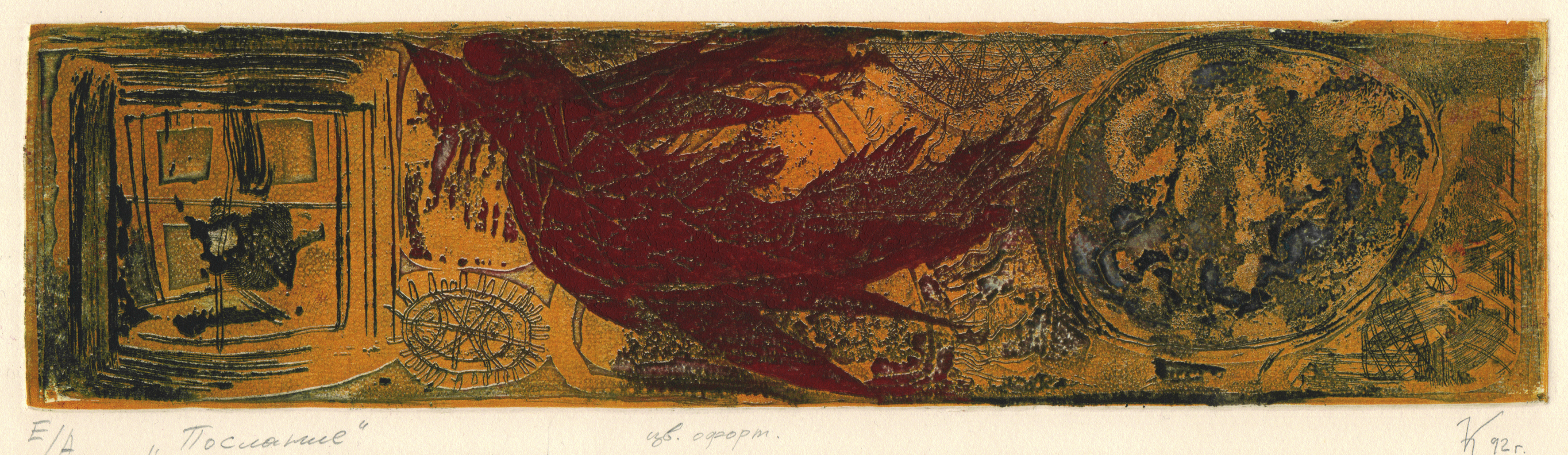
Послание, 1992, 84 × 328 мм, цв. офорт

- Погарский М., Лукин В. Ф. Энциклопедия Книги художника. М. — 2022. цв. ил. — 296 с. — С. 164. ISBN 978-5-9906919-7-1
- Город как субъективность художника. Групповой проект в формате книги художника/ Каталог рус-англ. Авторы статей: Парыгин А. Б., Марков Т. А., Климова Е. Д., Боровский А. Д., Северюхин Д. Я., Григорьянц Е. И., Благодатов Н. И. — СПб: Изд. Т. Маркова. 2020. — 128 с.: цв. ил. ISBN 978-5-906281-32-6
- Рисунок Санкт-Петербургских художников / Каталог выставки в СПбСХ. Авт. вст. ст.: Л. Н. Вострецова. СПб: ООО Таро. — 2019. — 148 с., цв. ил. — С. 62.

### Статьи
- Проект Сотворение // SALON-interior. № 14, февраль 2003. — цв. ил.
- Создатель // Лучшие интерьеры. № 27, апрель 2004. — цв. ил.

### Издания с иллюстрациями В. Качальского
- Качурин В. Волшебные рельсы. Киев: Веселка. 1987.
- Винграновский Н. Конь на вечерней зоре. Киев: Веселка. 1987.
- Зацаринная А. Пионерские тропы. Киев: Веселка. 1988.
- Матвеева Л. Мы в пятом классе. Киев: Веселка. 1989.
- Зацаринная А. Пионерские тропы. Киев: Веселка. 1988.
- Платов Л. Страна семи трав. Киев: Веселка. 1990.
- Голь Н., Григорьев Г. Нет бездельников у нас. Саратов: Лицей. 1992.
- Оливье Ж. Поход викингов. СПб: Браск. 1993.
- Рен П. Похороны викинга. СПб: Браск. 1993.
- Биггерс Э. Д. Ночь в Гонолулу. СПб: Браск. 1993.
- Скот В. Карл смелый. СПб: Альфа. 1993.
- Литовская народная сказка Златоволосый и Звездочка. Мск: Малыш. 1994.
- Лаубе Г. Графиня Шатобриан. СПб: Альфа. 1994.
- Энксворд В. Заговор королевы. СПб: Альфа. 1994.
- Ботякова О. Российский этнографический музей / Детский путеводитель. СПб: Образование-культура. 1998.